# Premarital Relationship Enhancement Program
Das Premarital Relationship Enhancement Program (PREP) ist ein, aus den USA stammendes, Kommunikationstrainingskonzept für Paare. Die Zielsetzung besteht darin, durch das Erlernen geeigneter Methoden schon früh in einer Beziehung Strategien zur Bewältigung von Konflikten zu erlernen.
PREP zählt zu den bekanntesten, am besten untersuchten Programme mit dieser Zielsetzung und das einzige, das vor der Jahrtausendwende Resultate zeigte, die länger als sechs Monate in empirischen Langzeituntersuchungen nachweisbar sind.

## Inhalte und unterschiedliche Angebote
Das Programm soll Paaren Techniken zur Konfliktvermeidung, Kommunikation und Problemlösung beibringen. Dabei beginnt das Programm in der Regel mit einer ganztägigen Sitzung, denen zwei zweistündige Sitzungen nachfolgen. Ursprünglich entwickelt für junge Paare, die sich verheiraten wollen, ist die Anwendung mittlerweile auf längerfristige Beziehungen ausgeweitet wurden, die sich in keiner Konfliktsituation befinden. Für akut krisenhafte Beziehungen wird das Programm nicht empfohlen.
Alternativ wird das klassische Programm für Paare, unter dem Namen „ePREP“ mittlerweile auch als Online-Workshop angeboten.
PREP wird unter anderem in Zusammenarbeit mit dem United States Children’s Bureau angeboten. Mittlerweile gibt es Varianten die sich an Eltern wenden und ein Angebot, welches sich speziell an Väter wendet.